# Ceraclea curva
Ceraclea curva is een schietmot uit de familie Leptoceridae. De soort komt voor in het Oriëntaals gebied.